# Sohadawa
Sohadawa – gaun wikas samiti w środkowej części Nepalu  w strefie Dźanakpur w dystrykcie Sarlahi. Według nepalskiego spisu powszechnego z 2001 roku liczył on 536 gospodarstw domowych i 3099 mieszkańców (1460 kobiet i 1639 mężczyzn).